# Burning heart (Survivor)
Burning heart is een single van de Amerikaanse rockband Survivor met zanger Jimi Jamison. Het is geschreven door bandleden Jim Peterik en Frankie Sullivan, beiden gitarist.
De plaat gaat over de koude oorlog ("Is it east versus west"). Het is speciaal geschreven voor de film Rocky IV dat eenzelfde thematiek had, een doodsstrijd tussen een Russische bokser tegen over een Amerikaanse. De single werd dan ook opgenomen in de soundtrack van die film. Daarna is de single nog een aantal keren gebruikt om de strijd tussen oost en west te begeleiden of benadrukken. De bijbehorende videoclip liet beelden uit de film zien gemengd door een optreden van de band.
De B-kant Feels like love is eveneens een lied geschreven door Peterik en Sullivan, maar is niet afkomstig uit de soundtrack en ook niet van een van de studioalbums van Survivor. De 12”-versie kreeg Eye of the Tiger als aanvullende track, een succes van een viertal jaren terug en ook de beluisteren in de film Rocky III.
Jimi Jamison bracht het nummer opnieuw uit in 1999 in een live-versie. Survivor was destijds al uit elkaar gevallen, vandaar dat het werd uitgebracht onder Jimi Jamison’s Survivor. Later kwam de band toch weer bij elkaar.

## Hitnoteringen
In thuisland de Verenigde Staten stond de plaat 22 weken genoteerd in de Billboard Hot 100, met twee weken een piek op de 2e positie. In het Verenigd Koninkrijk hield de plaat het twaalf weken uit met als hoogste notering de 5e positie in de UK Singles Chart.
In Nederland werd de plaat veel gedraaid op Radio 3 en werd een gigantische hit in de destijds twee landelijke hitlijsten op de nationale publieke popzender. Billy Ocean hield echter Survivor van de nummer 1-positie af in zowel de Nederlandse Top 40 als de Nationale Hitparade met When the Going Gets Tough, the Tough Get Going, ook al uit een film. In de Europese hitlijst op Radio 3, de TROS Europarade, werd wél de nummer 1-positie behaald.
In België bereikte de single de nummer 1-positie in zowel de voorloper van de Vlaamse Ultratop 50 als de Vlaamse Radio 2 Top 30. In Wallonië werd géén notering behaald.
In de sinds december 1999 jaarlijks uitgezonden NPO Radio 2 Top 2000 van de Nederlandse publieke radiozender NPO Radio 2, stond de plaat alleen in 2000 genoteerd op een 1484e positie.

### Nederlandse Top 40
| Positie: | 29 | 17 | 5 | 2 | 2 | 4 | 5 | 7 | 9 | 10 | 16 | 24 | 32 | uit |

### Nationale Hitparade
| Positie: | 47 | - | 37 | 22 | 9 | 2 | 2 | 2 | 2 | 4 | 6 | 7 | 9 | 11 | 18 | 28 | 46 | uit |

### TROS Europarade
Hitnotering: 13-02-1986 t/m 17-05-1986. Hoogste notering: #1 (3 weken).

### Vlaamse Radio 2 Top 30
| Positie: | 24 | 13 | 7 | 3 | 1 | 1 | 4 | 3 | 3 | 10 | 7 | 23 | 30 | uit |

### Vlaamse Ultratop 50
| Positie: | 29 | 19 | 11 | 3 | 1 | 1 | 2 | 3 | 5 | 12 | 13 | 21 | 39 | uit |

### NPO Radio 2 Top 2000
Burning Heart stond alleen in 2000 in de NPO Radio 2 Top 2000, op plek 1484.